# Alcudia de Monteagud (kommunhuvudort)
Alcudia de Monteagud är en kommunhuvudort i Spanien.   Den ligger i provinsen Provincia de Almería och regionen Andalusien, i den södra delen av landet, 400 km söder om huvudstaden Madrid. Alcudia de Monteagud ligger 1 028 meter över havet och antalet invånare är 175.
Terrängen runt Alcudia de Monteagud är kuperad, och sluttar österut. Runt Alcudia de Monteagud är det glesbefolkat, med 8 invånare per kvadratkilometer. Närmaste större samhälle är Albox, 19,9 km nordost om Alcudia de Monteagud. Omgivningarna runt Alcudia de Monteagud är i huvudsak ett öppet busklandskap.